# Ceyhun Gülselam
Ceyhun Gülselam (München, 25 december 1987) is een Turks voetballer die als verdediger en als defensieve middenvelder uit de voeten kan. Gülselam speelde tussen 2008 en 2009 in het Turks voetbalelftal.

## Carrière
Gülselam speelde acht jaar in de jeugdopleiding van FC Bayern München en daarna in die van SpVgg Unterhaching. In 2008 wordt hij verkocht aan Trabzonspor. Na deze ploeg koos hij in 2011 voor Galatasaray. Hij tekende een contract tot medio 2014. Op 10 januari 2013 werd Gülselam zes maanden uitgeleend aan Kayserispor.

## Erelijst
| Competitie         |             |             |             |             |
| Competitie         | Aantal      | Jaren       |             |             |
| Trabzonspor        | Trabzonspor | Trabzonspor | Trabzonspor | Trabzonspor |
| ------------------ | ----------- | ----------- | ----------- | ----------- |
| Beker van Turkije  | 1x          | 2009/10     |             |             |
| Galatasaray        |             |             |             |             |
| Kampioen Süper Lig | 1x          | 2011/12     |             |             |
| Beker van Turkije  | 1x          | 2013/14     |             |             |
| Turkse supercup    | 1x          | 2013        |             |             |